# Aun

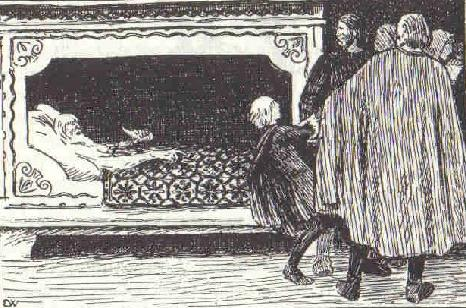
Imagem fantasiosa de Aun, segundo Erik Werenskiold.

 Aun  - também chamado de Aun-o-Velho, e referido como Ane, On ou One - foi um rei lendário dos Suíones no século V.
Está referido na Lista dos Inglingos do historiador islandês Tiodolfo de Hvinir do século IX e na Heimskringla do historiador islandês Snorri Sturluson do século XIII. Teria pertencido à Casa dos Inglingos (Ynglingaätten), sendo filho do rei Jorundo, e pai do rei Egil. 
A Heimskringla conta:  Aun sacrificou sucessivamente nove dos seus dez filhos ao deus Odim, para assim prolongar a sua vida até quase aos 200 anos. Quando se preparava para sacrificar o último filho, os Suíones impediram-no de o fazer. Passado pouco tempo, Aun morreu e foi sepultado num dos três Montes de Uppsala. Foi sucedido pelo seu filho Egil. 